# Pygeretmus shitkovi
Pygeretmus shitkovi är en däggdjursart som först beskrevs av Kuznetsov 1930.  Pygeretmus shitkovi ingår i släktet fettsvansade springråttor och familjen hoppmöss. Inga underarter finns listade.
Pygeretmus shitkovi når en kroppslängd (huvud och bål) av 8,6 till 12,4 cm, en svanslängd av 9,2 till 14,1 cm och en vikt av 40 till 86 g. Bakfötterna är 4,0 till 4,5 cm långa och öronen är 2,8 till 3,7 cm stora. På ovansidan förekommer gulbrun till ljus gråbrun päls och undersidan är främst ljus ockra. Artens läppar, strupen och lårens insida är däremot vita. Djuret har en ganska tjock svans som fram till tofsen har samma färg som bålens ovansida. Tofsen bildas främst av svartbruna hår. Bara ett 3 till 5 mm långt avsnitt vid spetsen är vit. På bakfötternas undersida förekommer inga styva hårborstar utan mjuka vitaktiga hår.
Denna springråtta förekommer i sydöstra Kazakstan. Habitatet utgörs främst av leriga områden med suckulenter och ibland av sandig mark. Arten uppsöker även jordbruksmark.
Individerna bygger underjordiska bon som varierar beroende på syfte. Tillfälliga bon är bara enkla tunnlar och permanenta bon är komplexa nät av sammanlänkade tunnlar. I de senare håller springråttan vinterdvala från oktober eller november till mars. Arten har två parningstider. En direkt efter vinterdvalan och den andra i juni. Dräktigheten varar 25 till 27 dagar och sedan föder honan 3 till 8 ungar. Ungar som föds i mars/april blir efter fyra månader könsmogna och för ungar som föds under sensommaren dröjer könsmognaden till nästa vår. Pygeretmus shitkovi äter främst gröna växtdelar.
IUCN listar arten på grund av det begränsade utbredningsområde som nära hotad (NT).